# Expediția lui John Franklin

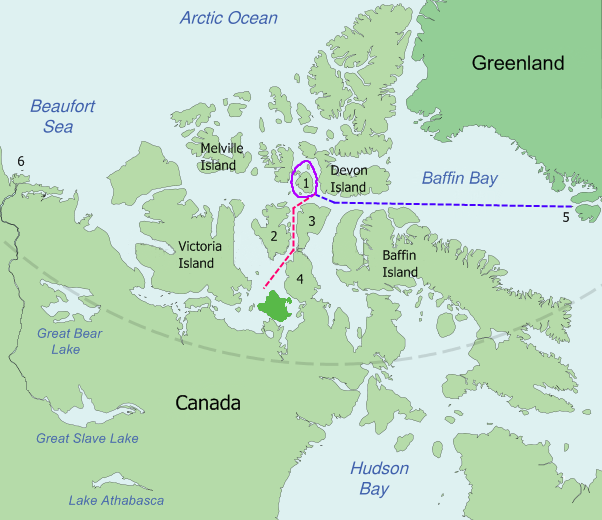
Traseul probabil al expediţiei

Expediția lui John Franklin a avut ca obiectiv explorarea zonei arctice și găsirea Pasajului de nord-vest.
A fost condusă de Sir John Franklin, care a pornit din Anglia în 1845.
Din nefericire, cele două corăbii (Erebus și Terror) au fost surprinse în Strâmtoarea Victoria, în vecinătatea Insulei King William.
John Franklin și întregul său echipaj (128 de persoane) au pierit în expediție.